# Organicizam
Organicizam je smjer u sociologiji. Društvo odnosno sva društvena zbivanja i pojave nastoji objasniti biologistički, odnosno da je društvo poput organizma ili nadorganizma sa svim zakonitostima koje vladaju u svijetu živih bića. Razdioba uloga u tom sklopu jest na osnovi načela svrhovitosti.
Budući da se sve shvaća biologistički i doslovno mehanički prenose zakonitosti iz svijeta živih bića u svijet društvenih odnosa, pristup je imao pogrešaka jer je prenosio na društvo određenja koja su nespojiva sa složenim svijetom društvenih, ekonomskih, kulturnih i političkih odnosa. 
Primjer prenošenja odnosa jest podjela rada u društvenoj izgradnji koju se poistovjećivalo s podjelom rada među pojedinim organima i zakonomjernostima rasta živih bića. 
Predstavnici ove teorije su pozitivist i evolucionist Herbert Spencer, koji organicizam zastupa, ali više u osnovnim postavkama, dok krajnje organicistički istupa Alfred Victor Espinas. Ostali istaknuti predstavnici su Paul von Lilienfeld, Jacques Novicow, Albert Schäffle, Aleksandr Stronjin i René Worms.